# Liste der Baudenkmale in Porirua
Die Liste der Baudenkmale in Porirua umfasst alle vom New Zealand Historic Places Trust (NZHPT) als „Historic Place“ oder „Historic Area“ eingestuften Baudenkmale und Flächendenkmale der neuseeländischen Ortschaft Porirua. Die Angaben stammen aus dem Register des NZHPT. Die Bezeichnungen der Baudenkmale orientieren sich an diesem Register. In die Liste werden auch bekannte Wahi Tapu (Area), kulturell und religiös bedeutsame Stätten und Gebiete der Māori, aufgenommen. Sie werden jedoch meist nicht publiziert.

| Bild                    | Bezeichnung             | Ort     | Anschrift                            | Beschreibung                        | Bauzeit | Eintrag       | Nummer | Kat. |
| ----------------------- | ----------------------- | ------- | ------------------------------------ | ----------------------------------- | ------- | ------------- | ------ | ---- |
| BW                      | Mental Health Ward      | Porirua | 24 Upper Main Drive Karte            | ehemalige Psychiatrie, heute Museum | 1910    | 28. Mai 1999  | 7444   | 1    |
| Gear Homestead 'Okowai' | Gear Homestead 'Okowai' | Porirua | Okowai Road, Aotea Karte             | Wohnhaus                            | 1887    | 23. Juni 1983 | 1328   | 2    |
| BW                      | Paremata Barracks Ruins | Porirua | Pascoe Avenue, Ngatitoa Domain Karte | Mauerreste von Kasernen             | 1846/47 | 23. Juni 1983 | 1329   | 2    |
|                         | Terraces                | Porirua |                                      | Terrassen                           |         |               | 6053   | 2    |
|                         | Midden                  | Porirua |                                      | Abfallhaufen                        |         |               | 6118   | 2    |
|                         | Terraces                | Porirua |                                      | Terrassen                           |         |               | 6119   | 2    |
|                         | Terraces                | Porirua |                                      | Terrassen                           |         |               | 6120   | 2    |
|                         | Terraces                | Porirua |                                      | Terrassen                           |         |               | 6121   | 2    |
|                         | Pit                     | Porirua |                                      | Grube                               |         |               | 6125   | 2    |
|                         | Pits                    | Porirua |                                      | Gruben                              |         |               | 6126   | 2    |
|                         | Pa                      | Porirua |                                      | Pā, befestigtes Dorf der Māori      |         |               | 6127   | 2    |
|                         | Midden                  | Porirua |                                      | Abfallhaufen                        |         |               | 6128   | 2    |
|                         | Terrace                 | Porirua |                                      | Terrasse                            |         |               | 6129   | 2    |
|                         | Terrace Sets            | Porirua |                                      | Terrassen                           |         |               | 6130   | 2    |
|                         | Terrace Sets            | Porirua |                                      | Terrassen                           |         |               |        | 2    |
|                         | Terrace Sets            | Porirua |                                      | Terrassen                           |         |               | 6131   | 2    |
|                         | Terrace Sets            | Porirua |                                      | Terrassen                           |         |               | 6132   | 2    |
|                         | Terrace Sets            | Porirua |                                      | Terrassen                           |         |               | 6133   | 2    |
|                         | Terrace Sets            | Porirua |                                      | Terrassen                           |         |               | 6134   | 2    |
|                         | Terrace Sets            | Porirua |                                      | Terrassen                           |         |               | 6135   | 2    |
|                         | Terrace Sets            | Porirua |                                      | Terrassen                           |         |               | 6136   | 2    |
|                         | Terraces/Midden         | Porirua |                                      | Terrassen/Abfallhaufen              |         |               | 6137   | 2    |
|                         | Midden                  | Porirua |                                      | Abfallhaufen                        |         |               | 6142   | 2    |
|                         | Komanga-Rautawiri Pa    | Porirua | Green Point                          | Pā, befestigtes Dorf der Māori      |         |               | 6144   | 2    |
|                         | Midden                  | Porirua |                                      |                                     |         |               | 6145   | 2    |
|                         | Terraces                | Porirua |                                      | Terrassen                           |         |               | 6146   | 2    |
|                         | Midden                  | Porirua |                                      | Abfallhaufen                        |         |               | 6147   | 2    |
|                         | Oven/Midden             | Porirua |                                      | Ofen/Abfallhaufen                   |         |               | 6145   | 2    |
|                         | Terraces/Pits           | Porirua |                                      | Terrassen                           |         |               | 6149   | 2    |
|                         | Terraces/Pits           | Porirua |                                      | Terrassen                           |         |               | 6150   | 2    |
|                         | Terraces                | Porirua |                                      | Terrassen                           |         |               | 6151   | 2    |
|                         | Pa                      | Porirua |                                      | Pā, befestigtes Dorf der Māori      |         |               | 6152   | 2    |
|                         | Terraces                | Porirua |                                      | Terrassen                           |         |               | 6153   | 2    |
|                         | Terraces                | Porirua |                                      | Terrassen                           |         |               | 6154   | 2    |
|                         | Terrace Sets            | Porirua |                                      | Terrassen                           |         |               | 6155   | 2    |
|                         | Terrace Sets            | Porirua |                                      | Terrassen                           |         |               | 6156   | 2    |
|                         | Pits                    | Porirua |                                      | Gruben                              |         |               | 6157   | 2    |
|                         | Midden                  | Porirua |                                      | Abfallhaufen                        |         |               | 6159   | 2    |
|                         | Whaling Station         | Porirua |                                      |                                     |         |               | 6162   | 2    |
|                         | Terraces                | Porirua |                                      | Terrassen                           |         |               | 6263   | 2    |
|                         | Midden                  | Porirua |                                      | Abfallhaufen                        |         |               | 6264   | 2    |
|                         | Midden/Pit              | Porirua |                                      |                                     |         |               | 6165   | 2    |
|                         | Te Mana o Kupe          | Porirua | Mana Island                          |                                     |         |               | 7674   | WT   |